# Каракум
Каракум или Гарагум (“Црни песак”) (туркменски: Garagum, руски: Каракумы) је друга по величини пустиња у средњој Азији. Заузима око 70 процената или око 350.000 km², територије Туркменистана. Насељеност је веома ретка, с просечно једном особом на 4 km².

## Локација
Каракум се простире источно од Каспијског језера, на северу до Аралског језера и до реке Аму Дарје и пустиње Кизил Кум на североистоку.

## Хидрографија
Реке Мургаб и Теџен извиру у Хинду Куш планинама на југу и теку кроз пустињу док не пресуше, обезбеђујући тако воду за наводњавање.
Пустињу пресеца највећи ириганциони канал на свету, Каракум канал. Овај канал чија је изградња почела 1954. дуг је 1.375 km с протоком воде од 13-20 km³ годишње. Нажалост, истицање воде из канала створило је бројна језера и баре дуж канала, па је раст нивоа воде изазвао салинизацију земљишта.

## Привреда и природна богатства
Оазе Мари и Теџен су познате по узгоју памука. Подручје је такође богато налазиштима нафте и природног гаса.

## Транспорт
Кроз пустињу пролази транскаспијска железница.